# Eupithecia redingtonia
Eupithecia redingtonia là một loài bướm đêm trong họ Geometridae.